# Эрнандес, Исраэль
Исраэль Эрнандес (исп. Israel Hernández Planas; род. 7 января 1970, Сантьяго-де-Куба, Орьенте) — кубинский дзюдоист, чемпион и призёр чемпионатов Кубы, Панамериканских чемпионатов и Панамериканских игр, бронзовый призёр двух Олимпиад.

## Карьера
Выступал в суперлёгкой (до 60 кг), полулёгкой (до 65 кг) и лёгкой (до 73 кг) весовых категориях. 8-кратный чемпион (1989—1997 годы) и один раз бронзовый призёр (1988) чемпионатов Кубы. Победитель (1990, 1994, 1996, 1997) и серебряный призёр Панамериканских чемпионатов. Триумфатор (1995) и бронзовый призёр (1991, 1999) Панамериканских игр.
На Олимпиадах Эрнандес выступал в полулёгкой категории. На Олимпиаде 1992 года в Барселоне он стал бронзовым призёром. На следующей Олимпиаде в Атланте Эрнандес победил австралийца Даррена Фагана, но в 1/16 финала уступил немцу Удо Квелльмальцу. В утешительной серии Эрнандес последовательно победил доминиканца Франсиса Фигуэрео, португальца Мишеля Альмейду, грузина Георгий Ревазишвили, венгра Йожефа Чака и завоевал вторую олимпийскую бронзу.